# Tapioles
Tapioles est une municipalité espagnole de la communauté autonome de Castille-et-León et de la province de Zamora. Au 1er janvier 2022  elle compte 137 habitants.

## Géographie et climat
Tapioles est situé à l'est de la province de Zamora dans la communauté autonome de Castille et Léon sur le plateau castillan-léonais à une altitude d'environ 685 m . La capitale provinciale Zamora est située à environ 42 km au sud-sud-ouest. Le climat en hiver est assez froid rt va  du chaud à très chaud ; Les précipitations sont rares (492 mm/an) tout au long de l'année.

## Démographie
| Année     | 1970 | 1981 | 1991 | 2001 | 2011 | 2021 | 2022 |
| Habitants | 403  | 276  | 270  | 246  | 185  | 137  | 139. |

Le déclin  de la population dans la seconde moitié du XXe siècle est dû en grande partie à la mécanisation de l'agriculture et à la perte d'emplois qui en découle.

## Images

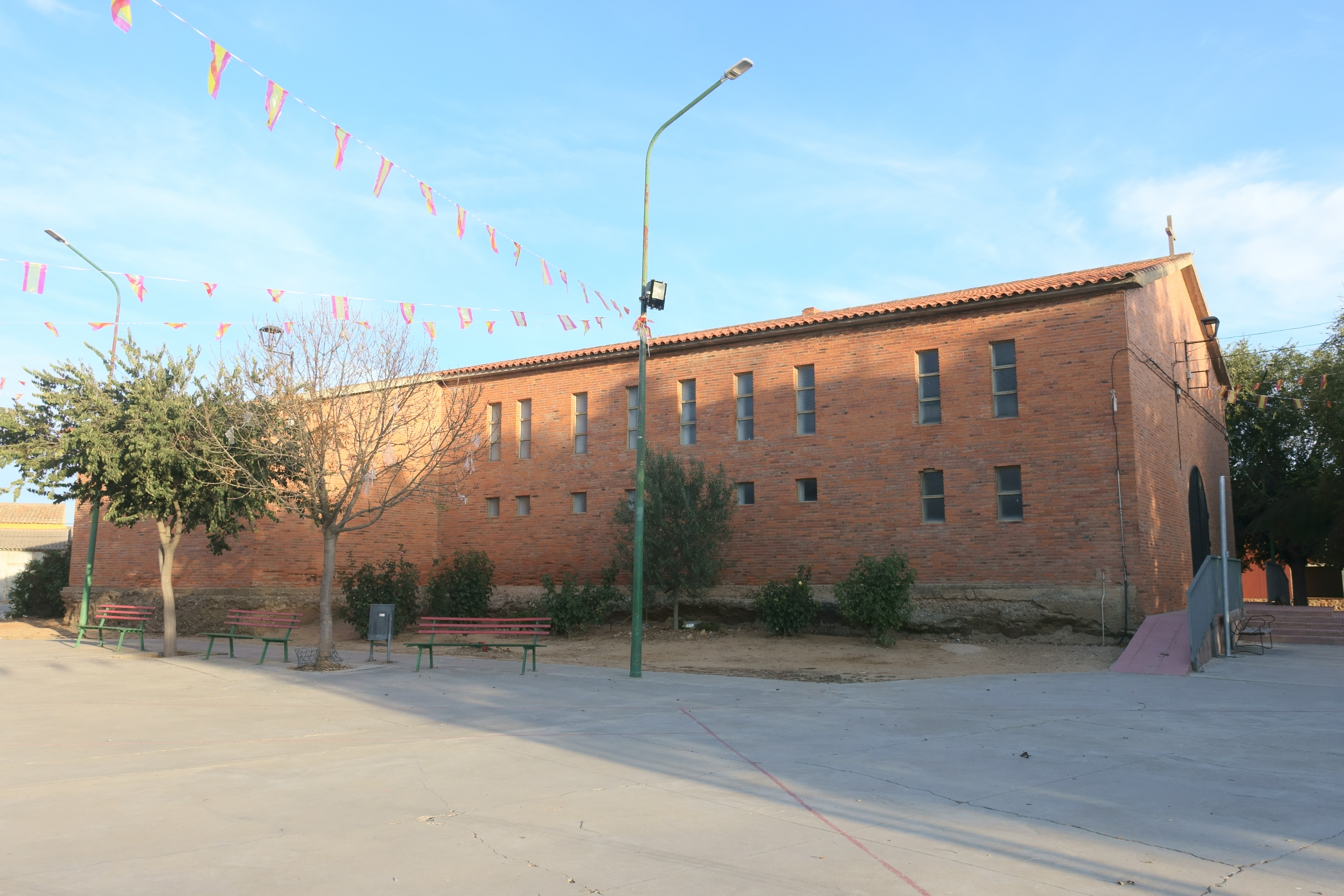
Église Sainte-Marie
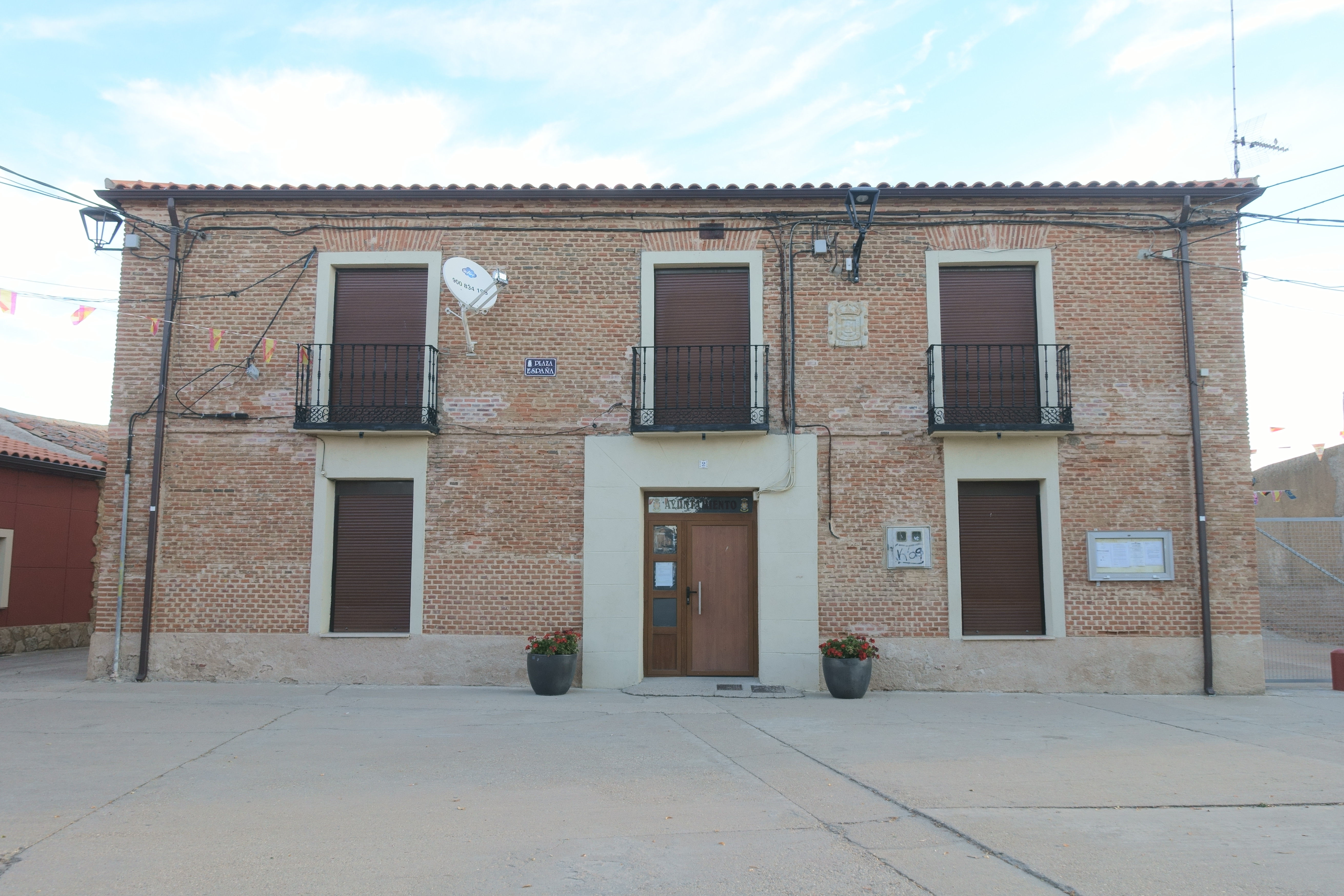
Mairie